# Хитрун, Леонид Иванович
Леони́д Ива́нович Хитру́н (24 июня 1930, Новицкая-2, Новогродзское воеводство, Польша — 9 октября 2009, Москва, Россия) — советский партийный и государственный деятель, первый секретарь Рязанского обкома КПСС (1987—90), Министр машиностроения для животноводства и кормопроизводства СССР (1986—87).

## Биография
Родился в семье крестьянина.
В 1953 г. окончил Белорусскую сельскохозяйственную академию по специальности инженер-механик.
С 1953 г. — главный инженер Третьяковской МТС Лидского района Гродненской области.
С 1955 г. — в Гродненском областном управлении сельского хозяйства: главный инженер;
с 1958 г. — первый заместитель начальника управления.
С 1959 г. — начальник управления материально-технического снабжения и ремонтно-технических станций, управляющий Гродненским областным трестом мелиорации.
С 1960 г. — начальник Гродненского областного управления сельского хозяйства.
С 1961 г. — председатель Гродненского областного объединения «Сельхозтехника».
С 1962 г. — председатель республиканского объединения «Белсельхозтехника».
С 1971 г. — заместитель Председателя Совета Министров Белорусской ССР.
С 1972 г. — первый заместитель министра сельского хозяйства СССР.
С 1976 г. — заместитель Председателя Совета Министров Белорусской ССР.
С 1979 г. — заместитель заведующего Сельскохозяйственным отделом ЦК КПСС.
В 1980—1986 гг. — председатель Государственного комитета СССР по производственно-техническому обеспечению сельского хозяйства.
В 1986—1987 гг. — министр машиностроения для животноводства и кормопроизводства СССР.
С 1987 по 1990 гг. первый секретарь Рязанского обкома КПСС. Одновременно с марта 1990 г. председатель Рязанского областного Совета народных депутатов.
Депутат Верховного Совета СССР 11 созыва. Народный депутат СССР (1986—1989). Член ЦК КПСС с июля 1990 г. (кандидат в 1986—1990 гг.). Член Центральной Ревизионной Комиссии КПСС в 1981—1986 гг. Член КПСС с 1955 г.
С ноября 1990 г. персональный пенсионер союзного значения (де-юре, однако де-факто доработал первым секретарём крайкома КПСС до конца августа 1991 года).
С августа 1992 г. работал в Москве в ассоциации по ремонту сельскохозяйственной техники.
Похоронен 11 октября 2009 года на Кунцевском кладбище в Москве.

## Награды и звания
- орден Октябрьской Революции
- три ордена Трудового Красного Знамени